# Árpád Göncz
Árpád Göncz (10. února 1922 Budapešť – 6. října 2015 Budapešť) byl maďarský liberální politik, spisovatel a překladatel. V letech 1990–2000 byl prvním prezidentem Maďarské republiky.

## Biografie
Árpád Göncz se narodil dne 10. února 1922 v Budapešti v tehdejším Maďarském království. V roce 1944 získal diplom na Pázmány Péter Tudományegyetem (dnešní Univerzita Loránda Eötvöse). Byl ženatý se Zsuzsannou Göntér se kterou měl čtyři děti. Jeho dcera Kinga Göncz byla v letech 2006–2009 ministryně zahraničí a v letech 2009–2014 europoslankyně za levicovou Maďarskou socialistickou stranu.
V roce 2003 mu byl udělen Řád Bílého lva.

## Kariéra
V období Druhé Maďarské republiky se angažoval v Független Kisgazda (Malorolnická strana). S následným vznikem komunistické Maďarské lidové republiky byl uvězněn. Po celou dobu vlády komunistického režimu v Maďarské lidové republice patřil do řad opozice a režim kritizoval. Po potlačení revoluce v roce 1956 byl uvězněn na doživotí. Gönczův spis měl 450 stran a obvinění se zakládalo na tom, že pomohl propašovat do Velké Británie rukopis ústřední postavy revoluce Imreho Nagye Na obranu národa. Druhým bodem obžaloby byl parlamentní projekt reformovaného socialismu. Obsahoval představy o povolení drobného podnikání a soukromého majetku. V 60. a 70. letech ho postupně realizoval János Kádár.
Po svém propuštění v roce 1963 pracoval jako překladatel (zprvu technických textů), později vydal několik novel a her. Svou činností výrazně přispěl rozhodující měrou k pokojnému přechodu Maďarska k demokracii a zasazoval se za smír s bývalými politickými protivníky. Svým podílem na osvobození Maďarska a podporou znovusjednocení Německa významně přispěl ke spojení východní a západní Evropy.
Jako literát zpřístupnil svým rodákům významná díla západoevropské literatury a sám se stal známým jako spisovatel díky překladům svých knih v západní Evropě. V letech 1988–1990 byl prezidentem Maďarské překladatelské asociace. Překládal převážně z angličtiny, k jeho překladům patří Frankenstein Mary Shelleyové, Tolkienův Pán prstenů a také různá díla Williama Goldinga, Williama Styrona a Williama Faulknera.

### Prezident
Po prvních svobodných volbách v roce 1990 byl Árpád Göncz zvolen do funkce prezidenta republiky. Funkce se ujal dne 2. května 1990. Stal se tak prvním prezidentem třetí Maďarské republiky. Prezidentské volby vyhrál i v roce 1995 a úřadoval do 4. srpna 2000, kdy funkci předal Ferenci Mádlovi.

## Literární práce

### Romány a povídky
- Sarusok (Magvető, 1974; Ulpius-ház, 2003)
- Találkozások (Magvető, 1980; Ulpius-ház, 2001)
- Hazaérkezés (Pátria könyvek, 1991)

### Drama
- Magyar Médeia (monodráma, Magvető, 1976)
- Rácsok (Magvető, 1979)
- Mérleg; Pesszimista komédia; Perszephoné; Sarusok (6 dráma) (Magvető, 1990)
- Kristályrács (6 dráma) (Ulpius-ház, 2005)